# 尾鷲総合病院
尾鷲総合病院（おわせそうごうびょういん）は、三重県尾鷲市にある東紀州保健医療圏内の医療機関の一つ。尾鷲市立の病院である。
東紀州では南牟婁郡御浜町の紀南病院とともに緊急医療を担う病院である。ただし脳梗塞などの重病への対応は困難であるため、三重県では2003年（平成15年）より和歌山県・奈良県と共同でドクターヘリを運用している。

## 診療科
- 内科
- 循環器内科
- 神経内科
- 脳神経外科
- 外科
- 呼吸器外科
- 乳腺外来
- 整形外科
- 小児科
- 産婦人科
- 助産師外来
- 眼科
- 皮膚科
- 泌尿器科
- 放射線科（完全予約制）
- 耳鼻咽喉科
- 精神科（小児のみ、完全予約制）

## 歴史
1934年（昭和9年）8月に北牟婁郡尾鷲町が町役場内に設けた尾鷲町立診療所が、尾鷲における公立医療機関の始まりである。また1941年（昭和16年）8月になると尾鷲町は私立の尾鷲病院を買収し、翌1942年（昭和17年）3月から町立尾鷲病院として運営を開始した。同年11月には尾鷲町信用農業会が63床の紀勢病院を開設し、町立尾鷲病院とともに尾鷲地域の中核医療機関を構成した。
第二次世界大戦後、国民健康保険制度が1948年（昭和23年）に始まると尾鷲町立病院は利用者が急増し、1954年（昭和29年）に尾鷲町が周辺の村々と合併して尾鷲市となったことにより尾鷲市立病院に改称、機能の拡充が検討されるようになった。1956年（昭和31年）9月には尾鷲市立病院の拡充を検討する特別調査委員会が発足した。同委員会は経営母体が尾鷲町信用農業会から三重県厚生農業協同組合連合会に移行し、223床まで拡大していた紀勢病院の買収を提案した。紀勢病院側は買収には応じる意向を示したものの買収価格で調整が難航し、1957年（昭和32年）9月になって6900万円で決着した。
尾鷲市では買収した紀勢病院を1958年（昭和33年）4月から尾鷲市立病院の本院とし、旧尾鷲市立病院を新尾鷲市立病院の分院とした。また旧紀勢病院は大阪大学系の医師で占められていたが、新尾鷲市立病院への移行に伴い京都大学系に改めた。この時に九鬼町に九鬼診療所を開設した。分院は1960年（昭和35年）1月に尾鷲郵便局に売却された。
1961年（昭和36年）7月、尾鷲市の高度医療を担う中核病院となるべく尾鷲市立病院条例の改正がなされ、1965年（昭和40年）5月1日には三重県知事から総合病院へと昇格する認可を受けた。そこで尾鷲市当局では1967年（昭和42年）7月に病院の新築移転を決定し、旧古戸野市営グラウンドに新病院の建設を開始した。総工費は4億2500万円で、1969年（昭和44年）3月に鉄筋造6階建ての尾鷲総合病院が完成した。新病院には尾鷲市・長島町（後の紀伊長島町、現紀北町）・海山町（現紀北町）による組合経営の尾鷲隔離病舎が併設された。
2005年（平成17年）4月、三重大学は東紀州の産婦人科医を紀南病院に集約することを発表し、尾鷲総合病院の産婦人科は同年7月から週2回の外来診察のみとするとした。これに対して尾鷲市当局は独自に産婦人科医を確保する姿勢を示し、8月1日の尾鷲市議会で医師が確保できたことが公表された。しかし、この時内定し9月に着任した産婦人科医の報酬が年間5520万円であることが判明すると市議会や市民の間で波紋を起こした。結局、報酬交渉の不調でこの医師は1年で尾鷲総合病院を去り、別の医師の着任が決まったため何とか産婦人科は維持された。
2020年（令和2年）12月、尾鷲市長の加藤千速は当院で2016年（平成28年）2月から使えない状態の放射線治療装置（リニアック）について、来年度に新しい機器を導入する方針を示した。リニアックはがんの治療や癌性疼痛のコントロールなどの緩和医療に使用される機器であるが、2020年12月現在、東紀州5市町で稼働している医療機関がない。市議会定例会では市議より「病院の収入がない中で（機器更新費用の）3億6千万円をかけてやるのか。リニアックに固執しないで経営状況を考えて見直しをしたらどうか」などと質問があったが、加藤市長は「リニアックの患者需要の見込みから病院経営に影響はなく、収支として採算がとれると判断した」と説明。「尾鷲総合病院は地域に欠かすことのできない医療機関。がん治療で遠方まで行かなくても精神的、肉体的、経済的に軽減できるようにする」とも述べている。